# Kick It In
Kick It In è un singolo del gruppo musicale britannico Simple Minds, pubblicato nel 1989 dalla Virgin Music (Publishers) come terzo estratto dall'album Street Fighting Years.

## Il singolo
La canzone raggiunse la top 20 nel Regno Unito, arrivando al nº 15.
Il videoclip ufficiale del brano fu diretto da Andy Morahan.

## Tracce
Testi e musiche dei Simple Minds, eccetto ove indicato.

### 7"
Lato 1
1. Kick It In - 4:12

Lato 2
1. Waterfront (89 Remix) - 5:20 (Kerr, Burchill, Forbes, MacNeil, Gaynor)

### 12" e CD Mini
1. Kick It In (LP Version) - 6:06
2. Waterfront ('89 Remix) - 5:20
3. Big Sleep (Live)- 6:35

### CD Maxi
1. Kick It In - 4:20
2. Waterfront ('89 Remix) - 5:20
3. Big Sleep (Live) - 6:35
4. Kick It In (LP Version) - 6:06

### Musicassetta
Lato 1 e Lato 2
1. Kick It In - 4:12
2. Waterfront (89 Remix) - 5:20

### CD EP (1990)
1. Kick It In (LP Version) - 6:10
2. Waterfront ('89 Remix) - 5:24
3. Big Sleep (Live) - 6:39
4. Kick It In (Unauthorised Mix) - 7:05

## Classifiche
| Classifica (1989) | Posizione massima |
| ----------------- | ----------------- |
| Belgio (Fiandre)  | 43                |
| Germania          | 65                |
| Irlanda           | 6                 |
| Nuova Zelanda     | 27                |
| Paesi Bassi       | 34                |
| Regno Unito       | 15                |